# 김건 (1929년)
김건(金建, 1929년 6월 20일 ~ 2015년 4월 17일)은 한국증권거래소 이사장과 한국은행 총재를 지낸 대한민국의 금융인이다.
본관은 삼척(三陟)이고 호(號)는 경전(耕田)이다.

## 학력
- 1948년 대전고등보통학교 졸업
- 1952년 서울대학교 정치학과 학사
- 1958년 대한민국 국방대학교 행정학사 3기
- 1961년 스웨덴 하르딩 시몬스 대학교 대학원 경제학과 경제학 석사

## 경력
- 1955년 한국은행 입행
- 1962년 서독 주재 대한민국 대사관 상무관
- 1963년 한국은행 외환관리부 차장
- 1969년 한국은행 외환관리부장
- 1971년 한국은행 조사1부장
- 1973년 한국은행 자금부장
- 1975년 베트남 주재 대한민국 대사관 재정고문
- 1975년 한국은행 이사장
- 1978년 대한수출입은행 감사
- 1980년 대한수출입은행 전무이사
- 1980년 한국은행 부총재
- 1981년 성장발전저해요인개선위원회 실무위원
- 1982년 금융산업발전심의위원회 심의위원
- 1982년 제6대 은행감독원장(1983년 퇴임)
- 1982년 내무부 기부심사위원
- 1983년 한국증권거래소 이사장
- 1984년 한국증권거래소 사장
- 1988년 제17대 한국은행 총재(1992년 퇴임)
- 1989년 한국은행 금융통화운영위원회 원장
- 1992년 제27차 SEACEN총재회의 참석(말레이시아 콸라룸푸르)
- 1992년 한국은행 고문
- 1992년 한국은행 금융통화운영위원회 위원장(1995년 퇴임)
- 1995년 자유민주연합 특임경제행정자문위원(1996년 퇴임)